# Carex capilliculmis
Carex capilliculmis är en halvgräsart som beskrevs av S.R.Zhang. Carex capilliculmis ingår i släktet starrar, och familjen halvgräs. Inga underarter finns listade i Catalogue of Life.